# Шелухін Андрій Павлович
Шелухін Андрій Павлович (*19 серпня 1871, с. Деньги Золотоніського пов. Полтавської губ. – †14 вересня 1931, Київ) – педагог, архівіст, музеєзнавець.

## Життєпис
Народився в сім’ї військового. Середню освіту здобув у Лубенській класичній гімназії (1889). Навчався на фізико-математичному і юридичному факультетах Університету Св. Володимира у Києві (відрахований за несплату коштів 1897 р.).
Працював домашнім учителем в заможних родинах, зокрема, в сім’ї О. В. Юркевича (1899). Був хранителем Музею українських старожитностей В. В. Тарновського в Чернігові (1902–1911), помічником архіваріуса (1913), тимчасово виконував обов’язки завідувача Київським ЦАДА (1914–1916). 
Дійсний член Полтавської вченої архівної комісії, член ревізійної комісії Чернігівської (1902–1911) і Саратовської (1916–1917) вчених губернських архівних комісій та Спілки російських архівних діячів (1917). Брав участь в роботі ХІІ археологічного з’їзду в Харкові (1902). 
Активний діяч у підготовці і проведенні XIV археологічного з’їзду в Чернігові (1908), для участі в якому був делегований Чернігівською вченою архівною комісією та земською управою; зокрема, виконував обов’язки секретаря президії підготовчого комітету, був членом виставкової комісії. Як відомий знавець давніх рукописних документів допомагав В. Л. Модзалевському в роботі над підготовкою до видання “Малороссийского родословника”: розшукував універсали на володіння маєтностями, копіював документи з колекції В. В. Тарновського, зокрема, універсали Б. Хмельницького, опрацьовував архів Чернігівського губернського дворянського зібрання. 
Зібрав колекцію фотографій українських акторів (1904). Як працівник Київського ЦАДА, підготував опис актової книги Луцької земської записової поточної і декретової 1599 р. (не опублікована).
У 1916 р. здійснював евакуацію фондів Київського ЦАДА в Саратов, де й продовжував описування актових книг.

## Праці
- Труды Черниговского предварительного комитета по устройству XIV археологического съезда в г. Чернигове. – Чернигов, 1908.

### Архіви
- ЦДІАК України, ф. 871, 114 спр. за 1884–1917 рр. (особовий); ф. 707, оп. 81, спр. 2;
- ІР НБУВ, ф. ІІІ, № 34696–34707, 34716–34720; ф. ХІ, № 1474.